# Merle à gorge blanche
Turdus assimilis
Espèce
Répartition géographique
Statut de conservation UICN

 LC  : Préoccupation mineure
Le Merle à gorge blanche (Turdus assimilis) est une espèce de passereaux appartenant à la famille des Turdidae.

## Habitat
Son cadre naturel de vie est les forêts de plaines et de montagnes humides  tropicales ou subtropicales.

## Répartition et sous-espèces
Selon la classification de référence du Congrès ornithologique international (15.1, 2025) il se répartit en treize sous-espèces (ordre phylogénique) :
- T. a. calliphthongus Moore, 1937 —
- T. a. lygrus Oberholser, 1921 —
- T. a. suttoni Phillips, 1921 —
- T. a. assimilis Cabanis, 1851 —
- T. a. leucauchen Sclater, 1859 —
- T. a. hondurensis Phillips, 1991 —
- T. a. benti Phillips, 1991 —
- T. a. rubicundus (Dearborn, 1907) —
- T. a. atrotinctus Miller & Griscom, 1925 —
- T. a. cnephosus (Bangs, 1902) —
- T. a. campanicola Phillips, 1991 —
- T. a. croizati Phillips, 1991 — péninsule d'Azuero ;
- T. a. coibensis Eisenmann, 1950 — île Coiba.